# 高野浩和
高野 浩和（たかの ひろかず、1967年2月22日 - ）は、日本の元俳優。東京都出身。

## 来歴・人物
芸能界へは思い出作りのために入った。17歳の時、TBS系列のドラマ『スクール☆ウォーズ』（1984年）で病弱ながらもラグビーを愛するイソップこと奥寺浩の役で脚光を浴びる。しかしこの役のインパクトがあまりにも強すぎたためか、その後はあまり役に恵まれなかった。レコード『イソップ物語』を発売するが、ヒットに結びつかず、1990年（23歳の時）に芸能界を引退する。
27歳の時にカツラメーカーのアートネイチャーに入社。2007年途中まで毛髪診断士であったが、広報に異動となり、マスコミの対応や製品の説明等を行っている。
『あの人は今』的な番組の常連であり、VTR出演だけではなく、スタジオに登場することもある。また、スクールウォーズの頃から30キロも太ったとのこと。
2010年10月10日、『懐かしのスターは今!壮絶大追跡スペシャル』でスクールウォーズの共演者である山下真司と久々に再会を果たし、宮田恭男の実家（寿司屋）で宮田とも再会。そこに小沢仁志も登場し、4人でVTR出演を果たした。
2012年2月25日、16歳年下の女性と結婚した。その結婚式の2次会にスクール☆ウォーズで共演した松村雄基（ドラマでの役は、イソップを唯一の親友と慕う大木大助）がサプライズで登場しお祝いのメッセージを述べた。
現在、株式会社アートネイチャーで主任職である。

## 出演

### テレビドラマ
- 徳川家康（1983年、NHK）- 徳川頼宣役
- スクール☆ウォーズ（1984年 - 1985年、TBS）- 奥寺浩（イソップ）役
- 土曜ワイド劇場 血液型殺人事件 -霧の那須高原 襲われた女探偵（1985年、朝日放送）
- 白虎隊（1986年、日本テレビ）- 永瀬雄治役
- 独眼竜政宗（1987年、NHK）- 小田三十郎役
- 田原坂（1987年、日本テレビ） - 市来宗五郎 役

### バラエティ・情報番組
- うたばん（TBS）
- 2時っチャオ!（TBS、2008年5月30日）
- 爆!爆!爆笑問題 大同窓会!伝説の人気番組からアノ大スター続々登場SP（TBS、2010年9月21日）
- ニンゲン観察モニタリング★大泉洋＆小泉孝太郎キャンプ旅！3時間SP (TBS、2020年12月17日)

### CM
- アートネイチャー

## 音楽
- 全てのシングル・アルバムは徳間ジャパンからリリースされた。

### シングル
| # | 発売日         | A/B面 | タイトル     | 作詞     | 作曲     | 編曲   | 規格品番 |
| - | -------------- | ----- | ------------ | -------- | -------- | ------ | -------- |
| 1 | 1985年 3月25日 | A面   | イソップ物語 | 森雪之丞 | 芹澤廣明 | 川上了 | 7JAS-25  |
| 1 | 1985年 3月25日 | B面   | 卒業デート   | 森雪之丞 | 芹澤廣明 | 川上了 | 7JAS-25  |